# 白眉猴屬
白眉猴屬（學名：Cercocebus），靈長目、猴科的一屬，由於其眉部的顔色比体色淺而得名，共有六種。